# Yeagarup Beach
Yeagarup Beach är en strand i Australien. Den ligger i kommunen Manjimup och delstaten Western Australia, omkring 290 kilometer söder om delstatshuvudstaden Perth.
Trakten runt Yeagarup Beach är nära nog obefolkad, med mindre än två invånare per kvadratkilometer. Genomsnittlig årsnederbörd är 1 184 millimeter. Den regnigaste månaden är maj, med i genomsnitt 208 mm nederbörd, och den torraste är januari, med 14 mm nederbörd.